# Інфрачервона розбіжність
Інфрачерво́на розбі́жність (інфрачерво́на катастро́фа) — ситуація нібито випромінювання нескінченно великої кількості фотонів з нескінченно малими енергіями при зіткненні двох заряджених частинок або різкій зміні швидкості зарядженої частинки. Є наслідком розбіжності інтеграла через внески об'єктів з дуже малою енергією (майже рівною нулю), або що те саме, через фізичне явище на дуже великих масштабах.
Інфрачервона розбіжність є лише в теоріях з безмасовими частинками (такими як фотони). Вони представляють законний ефект, який часто припускає повна теорія. Фактично, у випадку фотонів, енергія яких {\displaystyle E=h\nu }, де {\displaystyle \nu } — частота, пов'язаною з частинкою, і коли вона наближається до нуля, як у випадку м'яких фотонів, знадобиться нескінченна кількість частинок, щоб отримати скінченну кількість енергії. Один зі способів боротьби з нею полягає в накладенні обрізання.

## Опис парадокса
Переріз процесу {\displaystyle d\sigma } розсіювання заряджених частинок із випромінюванням одного додаткового фотона виражається формулою: {\displaystyle d\sigma =d\sigma _{0}{\frac {dI}{\omega }}}. Тут {\displaystyle d\sigma _{0}} — переріз процесу розсіювання заряджених частинок із випромінюванням певної кількості фотонів, {\displaystyle dI} — повна енергія випромінювання, {\displaystyle \omega } — частота випромінювання. При інтегруванні цієї формули за частотами в деякому кінцевому інтервалі від {\displaystyle \omega _{1}} до {\displaystyle \omega _{2}} виходить {\displaystyle d\sigma \sim \alpha \ln {\frac {\omega _{2}}{\omega _{1}}}d\sigma _{u}}, де {\displaystyle d\sigma _{u}} — перетин розсіювання пружного процесу. Можна приблизно вважати, що {\displaystyle \omega _{2}} приблизно дорівнює початковій енергії частинки, яка випромінює. Але величину {\displaystyle \omega _{1}} можна зробити як завгодно близькою до нуля. Як наслідок, переріз випромінювання всіх можливих м'яких фотонів прямує до нескінченності.
За іншого способу обчислення середньої кількості фотонів при різкій зміні швидкості зарядженої частки: {\displaystyle {\bar {n}}\sim \ln {\frac {L}{\lambda }}}, де {\displaystyle L,\lambda } — найбільша та найменша частоти інтегрування. При {\displaystyle \lambda \rightarrow 0} отримуємо, що {\displaystyle {\bar {n}}\rightarrow \infty }, так що завжди випромінюється нескінченно багато фотонів нульової частоти.

## Пояснення парадокса
Середня кількість випромінених фотонів {\displaystyle d{\bar {n}}={\frac {dI}{\omega }}}, де {\displaystyle dI} — класична інтенсивність випромінювання, {\displaystyle \omega } — частота випромінювання. Інтегруючи цю формулу, отримуємо: {\displaystyle {\bar {n}}=\int _{\omega _{1}}^{\omega _{2}}{\frac {dI}{\omega }}}. Оскільки м'які фотони випромінюються статистично незалежно, ймовірність {\displaystyle \omega (n)} випромінювання {\displaystyle {\bar {n}}} фотонів виражається через їхнє середнє число формулою Пуассона {\displaystyle \omega (n)={\frac {{\bar {n}}^{n}}{n!}}\exp(-{\bar {n}})}. Переріз процесу розсіювання з випромінюванням фотонів можна подати у вигляді: {\displaystyle d\sigma =d\sigma _{u}\omega (n)}. Оскільки {\displaystyle \sum \omega (n)=1}, то {\displaystyle d\sigma _{u}} є повним перерізом розсіювання, що супроводжується будь-яким м'яким випромінюванням. Переріз чисто пружного розсіювання насправді дорівнює нулю. При {\displaystyle \omega _{1}\to 0} середнє число {\displaystyle {\bar {n}}\to \infty } і, згідно з формулою Пуассона, обертається на нуль можливість випромінювання будь-якого скінченного числа фотонів.
Фізичною причиною парадокса є припущення про нескінченний радіус дії кулонівського поля, що призводить до неадекватності фотонної картини для дуже великих довжин хвиль. Для виконання умови {\displaystyle {\bar {n}}>1} довжини хвиль повинні мати довжину більше {\displaystyle e^{\frac {1}{\alpha }}{\frac {\hbar }{mc}}}, що значно більше радіусу спостережуваної частини Всесвіту. Таким чином цей парадокс має суто теоретичне значення.